# Риземан, Оскар (музыковед)
Оскар фон Риземан  (нем. Riesemann, Bernhard Oskar Alexander; 29 февраля [12 марта] 1880, Ревель — 28 сентября 1934, Санкт-Никлаузен, близ Люцерна, Швейцария) — немецкий музыковед. Жил в России, многие его работы посвящены русской музыке.

## Биография
Родился 29 февраля (12 марта) 1880 года в Ревеле в семье юриста Оскара фон Риземана, скончавшегося вскоре после рождения сына.
В 1890—1897 годах учился в Ревельской губернской гимназии
В 1899—1904 годах учился в Московском университете (вначале на историко-филологическом, затем на юридическом факультете).
Историю и теорию музыки изучал под руководством А. Зандбергера и Л. Тюйе (в Мюнхене), О. Флейшера и М. Фридлендера (в Берлине), X. Римана (в Лейпциге). В 1907 году защитил диссертацию о древнерусском песенном искусстве.
В 1912—1913 годах совершил кругосветное путешествие, посетив Южную Америку. С 1913 года жил в Москве, выступал в периодической печати с критическими статьями и рецензиями.
После 1917 года — в Германии и Швейцарии. Опубликовал (в Германии и Великобритании) ряд работ о русской музыке (Monographien zur russischen Musik. — Münch., 1923—1926), перевёл на немецкий язык книгу «Летопись моей музыкальной жизни» Н. А. Римского-Корсакова (1928), издал «Воспоминания Рахманинова, сообщённые О. Риземаном» (1934), которая исправленная С. В. Рахманиновым в рукописи, однако, не удовлетворила композитора.
Умер 28 сентября 1934 года в Сент-Никлаузене, близ Люцерна в Швейцарии.